# Linheraptor
Linheraptor és un gènere de dinosaure dromaeosàurid que vivia en el que és ara la Xina al Cretaci superior. Va ser anomenat per Xu Xing i altres el 2010, i conté l'espècie Linheraptor Exquisitus. Aquest dinosaure similar a les aus feia menys de dos metres de llargada i va ser trobat a Mongòlia Interior. Se'l coneix per un únic esquelet, principalment complet.

## Descripció
Linheraptor era un dinosaure teròpode amb aspecte similar a les aus. Era un dromaeosàurid que feia 1,8 m de llargada, i pesava aproximadament 25kg. Amb aquella mida Linheraptor hauria estat un predador ràpid i àgil, potser caçava ceratops petits. Com tots els dromaeosàurids, tenia un crani allargat, un coll curvilini, una urpa allargada en forma de falç cada peu, i una cua llarga; Linheraptor era bípede i carnívor. Les urpes de dits grans es poden haver utilitzat per capturar la presa.

## Descoberta
Els investigadors anunciaren la descoberta del gènere després que un esquelet fossilitzat gairebé complet va ser trobat el 2008 per Jonah Choiniere i Michael D. Pittman a Mongòlia Interior; una publicació més detailed és pròxima. L'espècimen es recobrava de les roques a Bayan Mandahu. La formació rocosa és la Formació De Wulansuhai, equivalent a la Formació De Djadokhta de datació de Mongòlia del Campanià; la Formació Djadokhta ha produït els gèneres relacionats Tsaagan i Velociraptor. L'espècimen d'holotip de Linheraptor, articulat i estès, és un de pocs esquelets gairebé complets de dinosaures dromaeosàurids a escala mundial. El nom del gènere es refereix al districte Linhe, el districte de Mongòlia Interior on es descobrí l'espècimen, mentre el nom específic, exquisitus, es refereix a l'holotip ben conservat (V d'Ivpp 16923).

El crani de Linheraptor

## Taxonomia
Entre els seus tàxons germans Linheraptor es creu que està més a prop del Tsaagan mangas. Linheraptor i Tsaagan eren els intermedis entre els dromaeosaurids basals i els derivats. Els dos comparteixen molts detalls del crani, junt a una gran finestra maxil·lar - una obertura al maxil·lar superior - i manquen de diversos trets d'altres dromaeosàurids derivats com ara Velociraptor.